# Les Habits neufs de l'empereur

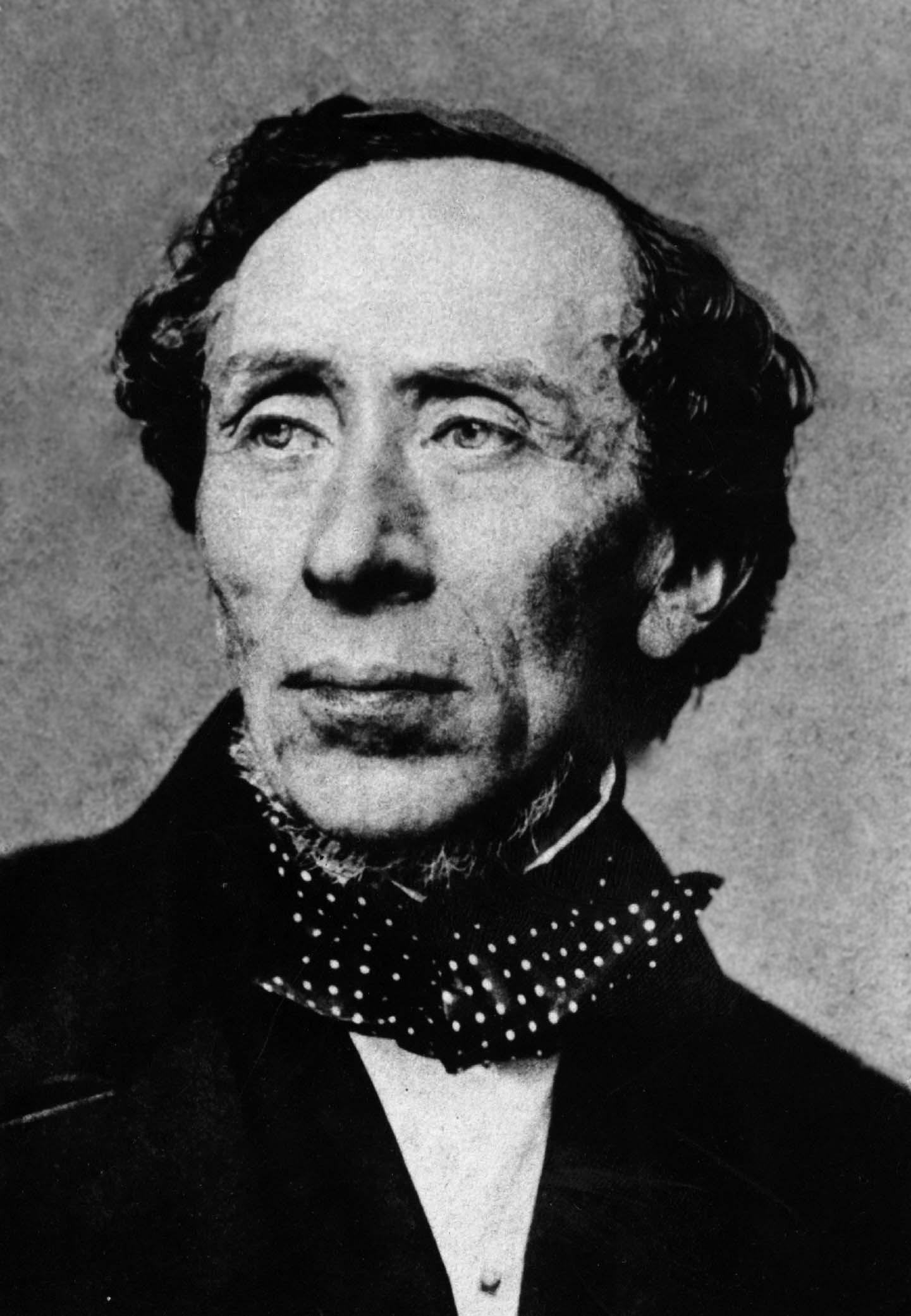
Andersen en 1862.

Les Habits neufs de l'empereur (en danois : Kejserens nye Klæder) est un conte de Hans Christian Andersen, publié pour la première fois en 1837 et paru la même année que La Petite Sirène. Andersen a indiqué que ce conte avait des origines espagnoles. « Le poète Paludan-Müller, alors le plus admiré des jeunes poètes, fut lui-même critiqué à propos de ses deux derniers poèmes, et une amie écrivit à Andersen : « — le poète Paludan Müller n'a qu'un bel habit poétique, qu'il met quand il se présente devant le public. Vous, au contraire, avez un vrai cœur de poète. Cette fois-ci, Paludan Müller a rejeté son habit, et il n'est qu'en manches de chemise, et je pense que l'affaire est claire pour quiconque a des yeux. » Le conte est également connu sous le titre Le Costume neuf de l'empereur.
Elias Bredsdorff (no) le classe dans la catégorie des « contes réalistes se passant dans un monde imaginaire », c'est-à-dire qu'il ne contient pas d'éléments surnaturels ou magiques. Il se situe dans un monde humain, bien qu'il ne soit ni ordinaire, ni identifiable. Dans cette catégorie, entrent également La Princesse au petit pois, Le Rossignol et l'Empereur de Chine,.

## Résumé
Il y a de longues années vivait un empereur qui aimait par-dessus tout être bien habillé. Il avait un habit pour chaque heure du jour.  
Un beau jour, deux escrocs arrivèrent dans la grande ville de l’empereur. Ils prétendirent savoir tisser une étoffe que seules les personnes sottes ou incapables dans leurs fonctions ne pouvaient pas voir et proposèrent au souverain de lui en confectionner un habit. L’empereur pensa qu'il serait exceptionnel et qu’il pourrait ainsi repérer les personnes intelligentes de son royaume.
Les deux charlatans se mirent alors au travail.
Quelques jours plus tard, l’empereur, curieux, vint voir où en était le tissage de ce fameux tissu. Il ne vit rien car il n’y avait rien. Troublé, il décida de n’en parler à personne, car personne ne voulait d’un empereur sot.
Il envoya plusieurs ministres inspecter l’avancement des travaux. Ils ne virent pas plus que le souverain, mais n’osèrent pas non plus l’avouer, de peur de paraître imbéciles.
Tout le royaume parlait de cette étoffe extraordinaire.
Le jour où les deux escrocs décidèrent que l’habit était achevé, ils aidèrent l’empereur à l’enfiler.
Ainsi « vêtu » et accompagné de ses ministres, le souverain se présenta à son peuple qui, lui aussi, prétendit voir et admirer ses vêtements. 
Seul un petit garçon osa dire la vérité : « Mais il n’a pas d’habits du tout ! » 
(phrase qui fut simplifiée par la tradition orale, de façon similaire en plusieurs langues, en l'aphorisme : « le roi est nu ! »). Et tout le monde lui donna raison. L’empereur comprit que son peuple avait raison, mais continua sa marche sans dire un mot.

## Syndrome des habits de l'empereur
En 1971, Frank Gross publia un article dans le New England Journal of Medicine concernant une maladie qu'il baptisa « syndrome des habits de l'empereur », en référence au conte d'Andersen. Il décrit comment un diagnostic erroné peut être confirmé par plusieurs médecins par « contamination » du diagnostic précédent.

## Adaptations

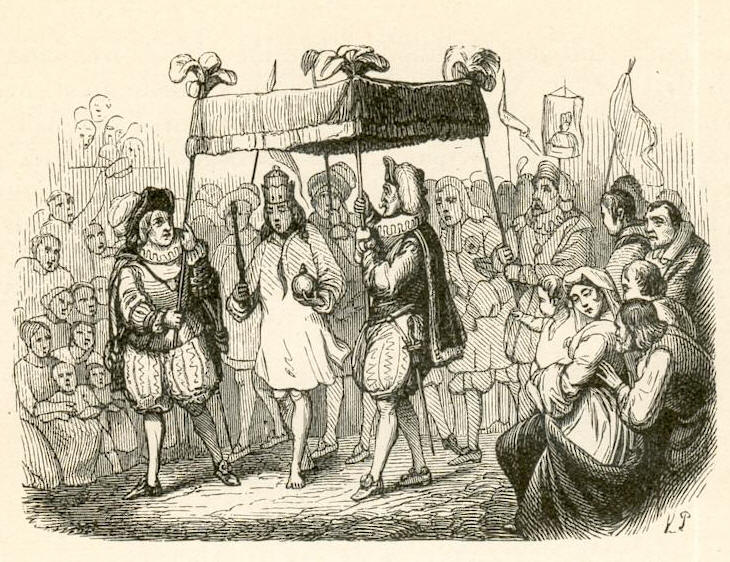
Illustration de Vilhelm Pedersen, Les Habits neufs de l'empereur

En 1934, le dramaturge soviétique Evgueni Schwarz écrit la pièce le Roi nu où il adapte trois contes d'Andersen, Le Porcher, La Princesse au petit pois et Les Habits neufs de l'empereur.
En 1953 (révision en 1972), le compositeur hongrois György Ránki a créé un opéra pour enfants appelé Les nouveaux habits du roi Pomade.